# Nikon D200
Die Nikon D200 ist eine digitale Spiegelreflexkamera des japanischen Herstellers Nikon, die im Dezember 2005 in den Markt eingeführt wurde.

## Technische Merkmale

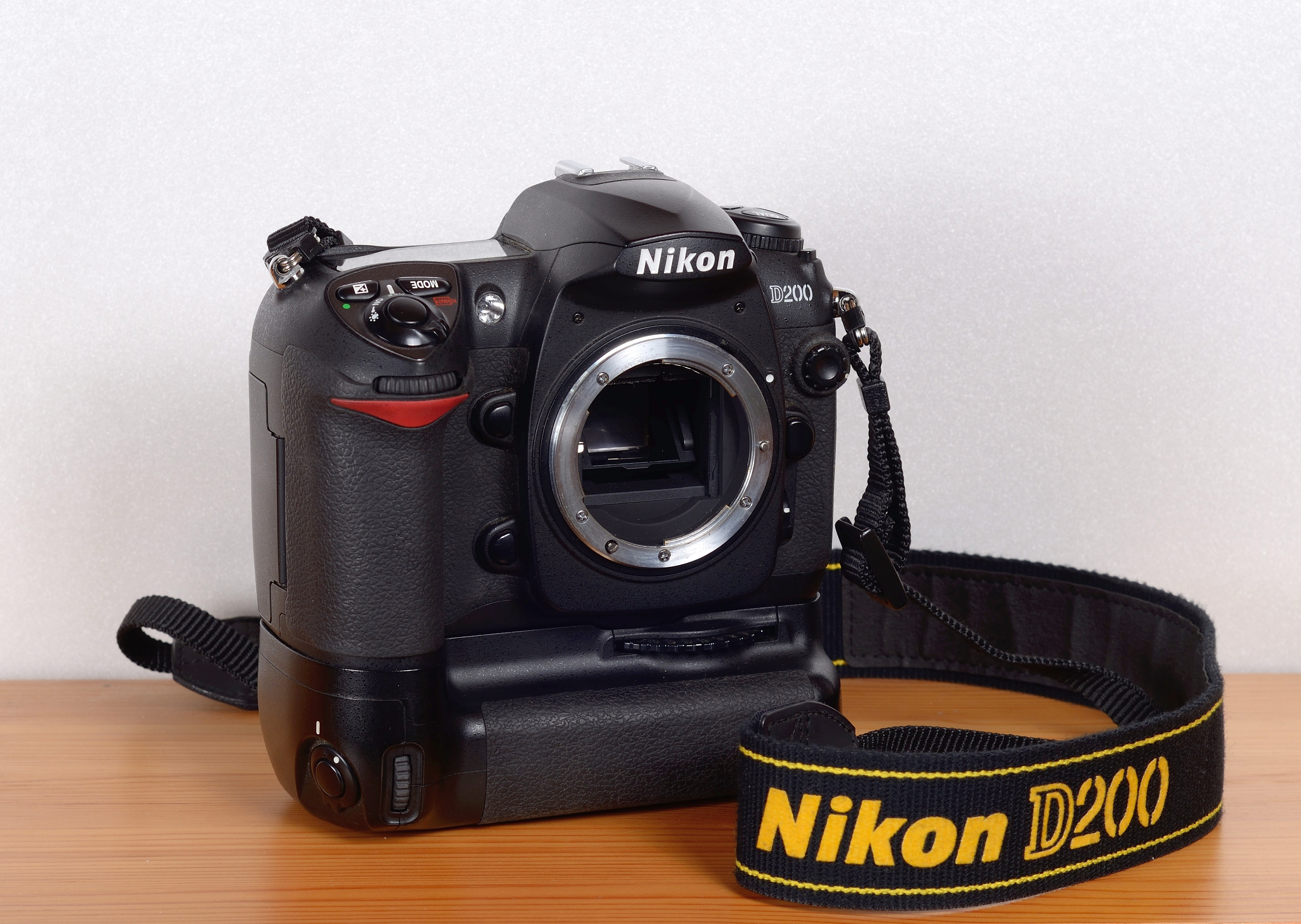
D200 mit angesetztem Batteriehandgriff

Die Kamera besitzt einen 10,2-Megapixel-CCD-Bildsensor im DX-Format. Er stammt vom japanischen Hersteller Sony. Der Formatfaktor der Kamera beträgt 1,5. Sie verwendet das beim Hersteller übliche F-Bajonett für Wechselobjektive und kann auch mit Objektiven ohne Prozessor kombiniert werden.
Bilder können mit einer maximalen Auflösung von 3872 × 2592 Punkten aufgenommen werden, was effektiven 10,2 Millionen Pixeln entspricht und Rohdaten im Hersteller-eigenen Format NEF von knapp 16 MB Größe ergibt. Neben den Rohdaten mit 12 Bit Farbtiefe pro Farbkanal und einer komprimierten Variante lassen sich JPEG-Dateien mit 8 Bit Farbtiefe abspeichern, entweder allein oder in Kombination mit NEF-Dateien. Der mit einem optischen Tiefpassfilter versehene Sensor unterstützt Belichtungsindizes von ISO 100 bis 1600 in 1/3-, 1/2- oder 1,0-EV-Schritten. Weitere als Boost bezeichnete Werte von ISO 2000 bis 3200 lassen sich einstellen. Der Sensor wird parallel über vier Kanäle (1 × Rot, 1 × Blau und 2 × Grün) ausgelesen.
Das Autofokussystem (AF) der Kamera ist vom Typ Multi-CAM 1000 und verwendet wahlweise elf kleine oder sieben große AF-Messfelder. Je nach gewähltem Modus erkennt die Kamera sich bewegende Objekte und führt den Fokus nach.
Verlässt ein Objekt ein AF-Messfeld, wird automatisch auf das nächste Messfeld umgeschaltet. Um auch bei schlechten Lichtverhältnissen fokussieren zu können, besitzt die Kamera ein separates weißes AF-Hilfslicht, das jedoch von Objektiven mit großem Durchmesser abgedeckt werden kann.

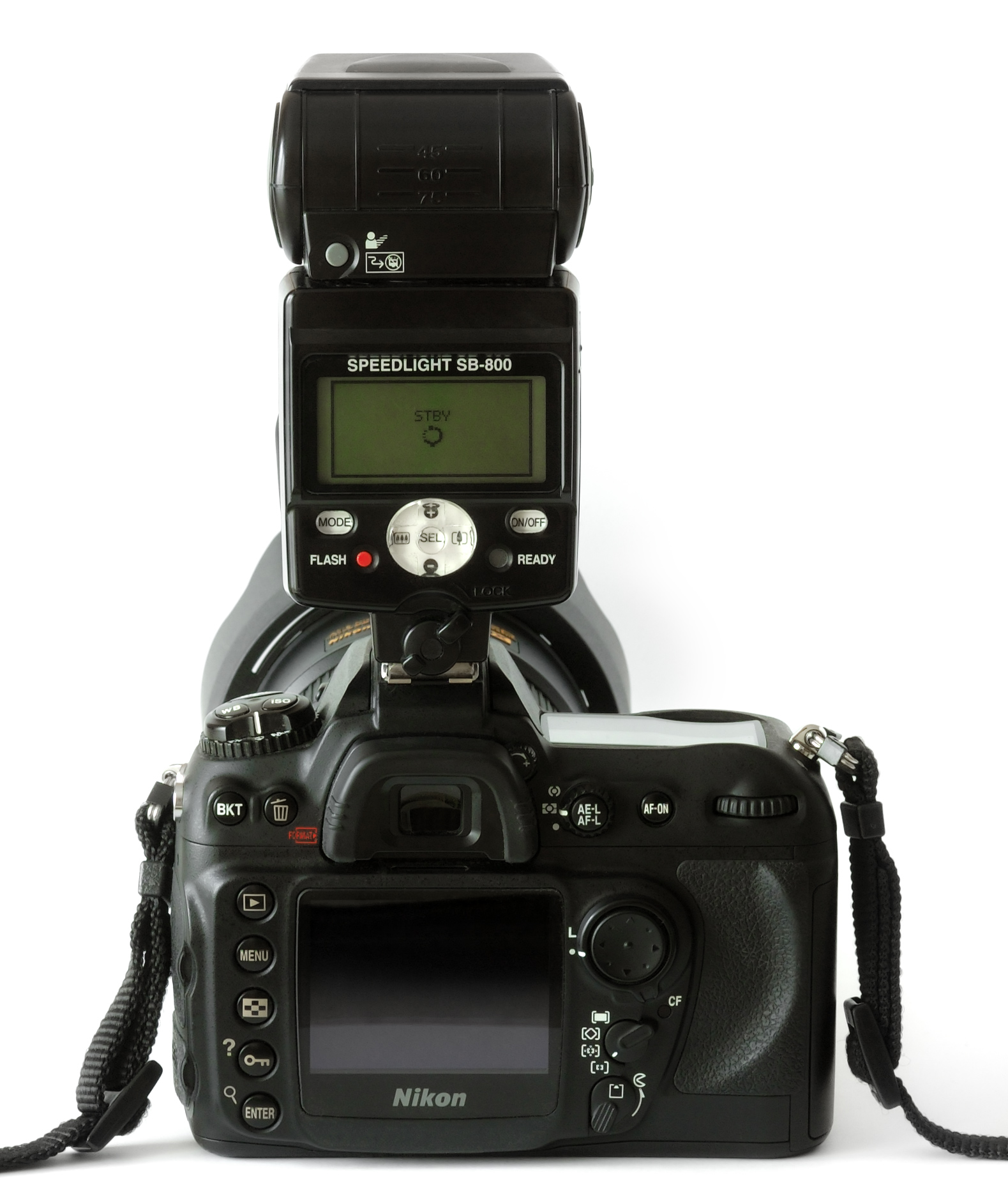
Rückansicht der D200 mit Blitzgerät

Zur Belichtungssteuerung stehen dem Benutzer vier Modi zur Verfügung: (M) Manuell, (A) Zeitautomatik, (S) Blendenautomatik und (P) Programmautomatik. Jeder der Modi lässt sich mit einer von drei Belichtungsmessmethoden kombinieren: Spotmessung, mittenbetonte Integralmessung und 3D-Color-Matrixmessung. Um auch bei älteren Objektiven ohne Prozessor eine Matrixmessung durchführen zu können, muss der Benutzer die maximale Blendenöffnung und die Brennweite von Hand eingegeben. Die Belichtung lässt sich um +/−5 EV in 1/3-, 1/2- oder 1-EV-Schritten korrigieren. Die Kamera unterstützt Belichtungsreihen (AE-Bracketing) mit zwei bis neun Aufnahmen, ebenfalls in 1/3-, 1/2- oder 1-EV-Schritten.
Neben dem AE-Bracketing verfügt die Kamera auch über Weißabgleichreihen zur Variation des Weißabgleichs mit einer Schrittweite von bis zu 3 × 10 Mired.
Der Verschluss der Kamera besteht aus einem elektronisch gesteuerten, vertikal ablaufenden Schlitzverschluss und ermöglicht Belichtungszeiten von 30 Sekunden bis zu 1/8000 Sekunde. Die kürzeste Blitzsynchronisationszeit beträgt 1/250 Sekunde. Im Langzeitbelichtungsmodus („Bulb“) können auch beliebig längere Belichtungszeiten realisiert werden.
Im Serienbild-Modus mit maximaler Geschwindigkeit von 5 Bildern pro Sekunde lassen sich, abhängig von der verwendeten Speicherkarte, bis etwa 37 im JPEG-Format oder 22 im NEF-Format aufnehmen. Die Kamera ist mit einem internen Pufferspeicher ausgestattet, der ein weiteres Fotografieren ermöglicht, während gleichzeitig die Bilder auf eine Speicherkarte mit bis zu etwa 9 MB/s geschrieben werden.

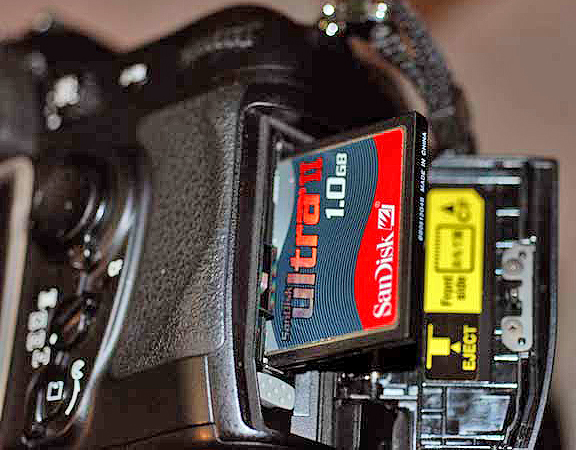
CompactFlash-Speicherkarte in einer Nikon D200

Es lassen sich CompactFlash-Speicherkarten des Typs I und II verwenden, ebenso Microdrive-Karten.
Die Kamera hat einen USB-2.0-Highspeed- und einen Video-Ausgang, der sich auf die Formate PAL oder NTSC einstellen lässt.
Der Sucher der Kamera zeigt 95 % des tatsächlichen Bildausschnittes und ermöglicht eine Verstellung von −2 bis +1 sphärischen Dioptrie. Die Suchervergrößerung beträgt 0,94-fach bei 50 mm Brennweite.
Das in der Kamera verwendete 2,5″-TFT-LCD verfügt über eine QVGA-Auflösung (320 × 240 Pixel). Die Helligkeit lässt sich durch eine Hintergrundbeleuchtung anpassen. Die Stromversorgung wird von einem 1500-mAh-Lithium-Ionen-Akku mit 7,4 V übernommen.
Im Zusammenhang mit dem optional erhältlichen Hochformatgriff können auch zwei Lithium-Ionen-Akkus oder sechs handelsübliche Mignonzellen-Akkus (AA) eingesetzt werden.
Die eingebaute Mattscheibe ist für den AF-Betrieb optimiert und wird durch eine Fokuskontrollanzeige im Sucher für ein manuelles Fokussieren ergänzt.
Die Kamera verfügt ferner über einen internen Blitz und ein abgedichtetes Metallgehäuse. Die Zuordnung einzelner Bedienelemente zu Funktionen lässt sich dabei in Grenzen vom Benutzer umdefinieren.
Gesteuert wird die Kamera von zwei Prozessoren. Einer dient der Bildverarbeitung, ein weiterer für alle restlichen Aufgaben.

### Verwendung vonAI- undAI-S-Objektiven
Für die Kamera können fast uneingeschränkt Objektive ohne CPU (AI, AI-S) verwendet werden. Bei manueller Eingabe der Objektivdaten (Brennweite, größte Blendenöffnung) arbeitet die Matrixbelichtungsmessung mit höherer Präzision. Brennweite sowie eingestellte Blende werden dann korrekt in den Exif-Daten abgelegt. Programm- und Blendenautomatik sind mit derartigen Objektiven jedoch nicht möglich.

### Zubehör
F-Bajonett-Objektive werden vom Hersteller sowie von Drittfirmen angeboten. Für die Kamera existiert diverses Zubehör, unter anderem mit GPS-Funktionalität (GP-1), Wireless-LAN-Funktionalität, Winkelsuchern, einem Hochformatgriff, Fernauslösern, externer Stromversorgung und verschiedenen Blitzlicht-Geräten.
Die Kamera verfügt über den herstellereigenen Zubehöranschluss. Über das Kabel MC-35 kann beispielsweise ein GPS-Empfänger angeschlossen werden, um Geotagging der Aufnahmen zu ermöglichen.

## Geschichte
Zum Erscheinungszeitpunkt vertrieb der Hersteller mit den Modellen D50 und D70 s zwei Kameras, die an Einsteiger gerichtet waren. Ferner wurden mit den Modellen D2Hs und D2X zwei Modelle für Berufsfotografen angeboten. Das für Berufs- und Amateurfotografen entwickelte Modell D100 wurde technisch nicht mehr den Anforderungen des damaligen Marktes gerecht und das Modell D200 sollte diese Angebotslücke schließen.
Kurz nach Erscheinen der Kamera musste der Hersteller Probleme mit der Bildqualität einräumen. Bei extrem kontrastreichen Bildsituationen, zum Beispiel direktes Fotografieren in eine Leuchtstoffröhre bei gleichzeitiger Überbelichtung, zeigten einige Modelle ein auffälliges Streifenmuster. Betroffene Kameras werden im Rahmen der Garantie repariert.